# Universidad de Arte de Osaka

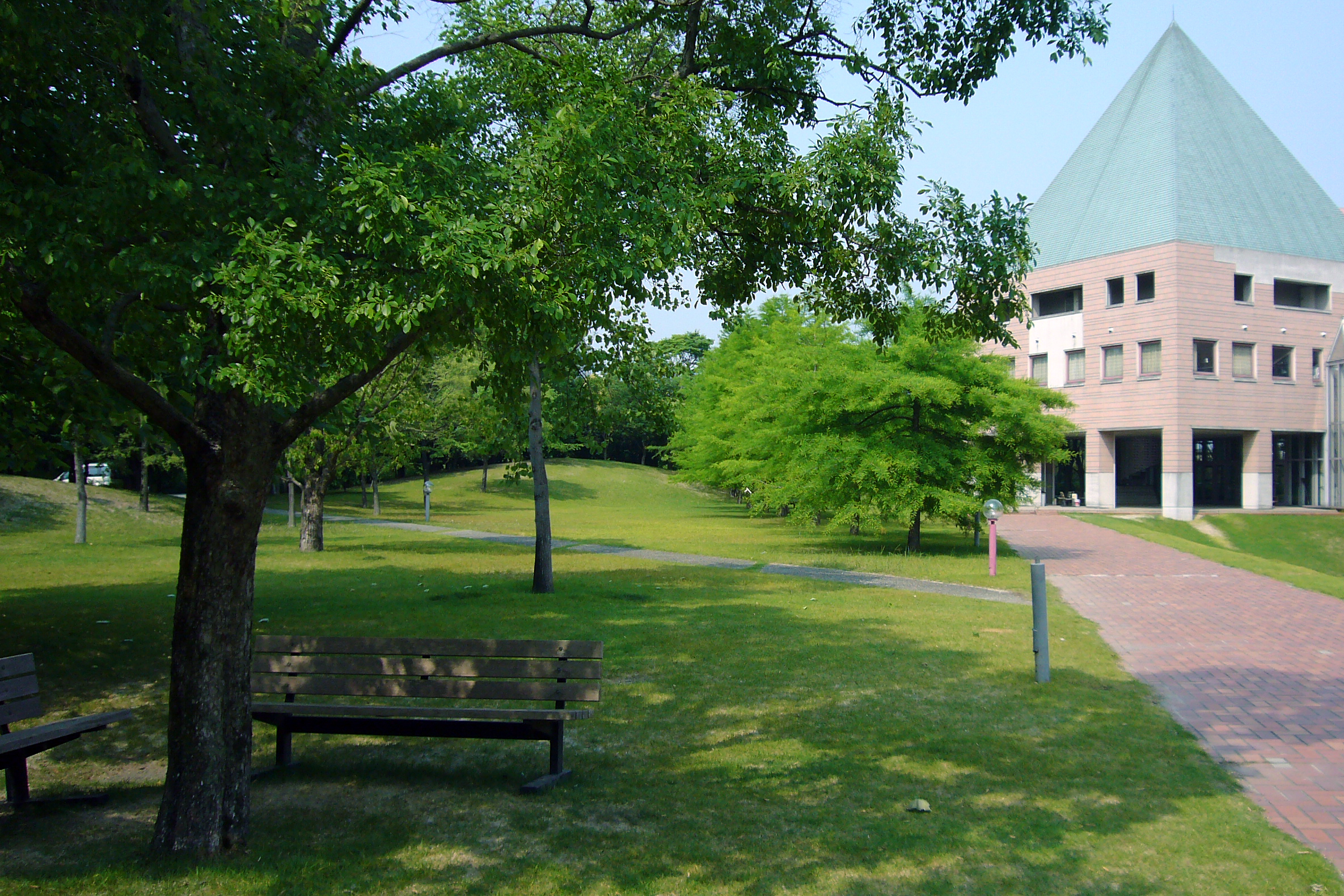
Campus Itami

Universidad de Arte de Osaka (大阪芸術大学 Ōsaka Geijutsu Daigaku?) es una universidad privada de arte localizada en Kanan, Distrito de Minamikawachi, Prefectura de Osaka, Japón. La universidad fue fundada en 1945 como Hirano English Cram School (平野英学塾 Hirano Eigakujuku?), cambiando su nombre a Escuela de las Finas Artes de Osaka (大阪美術学校 Ōsaka Bijutsu Gakkō?) en 1957, y entonces a  Universidad Naniwa de las Artes (浪速芸術大学 Naniwa Geijutsu Daigaku?) en 1964. La universidad adquirió el nombre actual en 1966.

## Profesores notables
- Toshiyuki Hosokawa[1]
- Takeji Iwamiya
- Kazuo Koike
- Sadao Nakajima
- Kazuki Ōmori
- Teruaki Georges Sumioka, Profesor de Filosofía

## Graduados notables
- Takami Akai, ilustrador
- Hideaki Anno, director de películas y animación (dropped out)
- Kiyohiko Azuma, autor de manga e ilustrador
- Arata Furuta, actor
- Satoshi Hashimoto, actor de voz
- Kenjiro Hata, artista de manga
- Toshio Kakei, actor
- Koji Kanemoto
- Shinichiro Kimura, director de anime
- Toshiyuki Kita, diseñador de muebles
- Yoshiaki Koizumi, diseñador de videojuegos con Nintendo
- Koji Kondo, compositor de videojuegos
- Meimu
- Masahiko Minami, productor de anime
- Range Murata, ilustrador y diseñador
- Ramo Nakajima
- Akira Nishimori
- Masami Okui
- Ai Otsuka, cantante
- Setsuji Satō
- Kazuhiko Shimamoto, artista de manga
- Masamune Shirow, artista de manga
- Hiroshi Takano
- Novala Takemoto
- Takashi Tezuka, diseñador de videojuegos con Nintendo
- Fumito Ueda, Director de Ico y Shadow of the Colossus
- Kazuyoshi Kumakiri, director de películas
- Nobuhiro Yamashita, director de películas
- Kentarō Yano, artista de manga
- Moeka Koizumi, actriz de voz